# G.E.M. (album)
G.E.M. est le premier mini-album de la chanteuse chinoise G.E.M., il ne comporte seulement que 5 chansons et a 3 éditions. La première a été publiée officiellement en octobre 2008 avec le label Forward Music Co, Ltd.

## Liste des titres
| No | Titre                                  | Durée |
| -- | -------------------------------------- | ----- |
| 1. | 等一個他 (Waiting for the One)         | 3:04  |
| 2. | Where Did U Go                         | 3:54  |
| 3. | 回憶的沙漏 (The Hourglass of Memories) | 3:53  |
| 4. | 愛現在的我                             | 3:23  |
| 5. | 睡公主 (Sleeping Beauty)               | 4:42  |